# 阿迪娜·迪亚科努
阿迪娜·迪亚科努（羅馬尼亞語：Adina Diaconu，1999年10月14日—），罗马尼亚女子乒乓球运动员，2022年欧洲乒乓球锦标赛女子双打铜牌得主、2023年欧洲运动会女子团体金牌得主。